# 杉嶋亮作
杉嶋 亮作（すぎしま りょうさく、1979年10月20日 - ）は、NHKのアナウンサー。

## 人物
京都府相楽郡精華町出身。奈良工業高等専門学校、神戸大学を経て東京工業大学大学院博士前期課程（総合理工学研究科）を修了後、2004年4月にNHKに入局。

## 嗜好・挿話
- 主に金曜不定期と、土日祝日夕方のラジオ番組などに出演していた時期があった。
- 夫人は宝塚歌劇団の娘役であった（「増田明美のキキスギ？」で増田明美が言及）。
- 2021年には、増田とともに東京パラリンピックの閉会式のラジオ実況を担当した[2]。

## 現在の担当番組
- 放送部副部長→コンテンツセンターアナウンスグループ統括業務
- 番組統括業務
- あっぷるワイド（編集責任者）
- 青森県のニュース
- 緊急報道（青森放送局発）

## 過去の担当番組
北九州放送局時代（2004年度 - 2008年7月）
- なんしよ〜ん!?北九州（「なるほど科楽塾」助手、不定期木曜）
- さわやか自然百景「福岡 曽根干潟」ナレーション（2008年5月）
- 北九州のニュース・中継・リポート

徳島放送局時代（2008年8月 - 2012年度）
- とく6徳島（キャスター）[3]
- 徳島県のニュース・中継・リポート

札幌放送局時代（2013年度 - 2015年度）
- 北海道のニュース・中継・リポート
- ほっとニュース北海道 リポーター
- NHKニュースおはよう北海道（キャスター）

富山放送局時代（2016年度 - 2018年度）
- ニュース富山人（不定期・梶原典明のキャスター代行など）
- 富山県のニュース・中継・リポート
- あさイチ（2018年9月20日） - 「JAPA－NAVI 富山」ナビゲーター
- ニュースウオッチ9（フィールドリポーター）（今井翔馬夏期休暇に伴う代理リポーター）（2018年10月1日 - 12日）[4]
- 首都圏ニュース845（2018年10月2日、9日）[5]
- インタビューここから（2018年7月16日）

東京アナウンス室・ラジオセンター時代（2019年度 - 2022年7月）
- 増田明美のキキスギ?（ラジオ第1・2019年4月5日 - 2021年3月22日）
- ちきゅうラジオ（キャスター：2020年4月4日 - 2022年4月3日）
- ラジオニュース（不定期）
- 東京2020パラリンピック閉会式（2021年9月5日）ラジオ実況

青森放送局時代（2022年7月 - ）